# 居里奥·纳塔
居里奥·纳塔（義大利語：Giulio Natta，1903年2月26日—1979年5月2日），意大利化学家，在聚合反应的催化剂研究上作出很大贡献，因此与德国化学家卡尔·齐格勒共同获得1963年诺贝尔化学奖。
其母校米兰理工大学化学系以居里奥·纳塔的名字命名。

## 生平
1903年2月26日出生于意大利因佩里亚，1924年毕业于米兰理工大学化学工程系。1925年他获得了奖学金到弗赖堡大学学习，接触到了赫尔曼·施陶丁格领导的研究组，对很有前景的聚合物研究发生兴趣。1927年他通过资格考试，取得了米兰理工大学的讲师资格。
1932－1935年纳塔担任帕维亚大学正教授和普通化学研究所所长，期间他从事用X射线衍射和电子衍射确定高分子结构的研究和不饱和化合物的选择氢化反应，其中最主要的成就是甲醇的合成。之后他转任罗马大学物理化学正教授。1936年起，纳塔来到都灵理工大学，任正教授与工业化学研究所所长。1938年米兰理工大学的工业化学正教授马里奥·贾科莫·列维（Mario Giacomo Levi）因犹太人身份被免职，纳塔回到米兰理工大学接替他的位置，担任化学工程系主任与工业化学研究所所长。他开始研究合成橡胶。
1938年起他开始关注烯烃的合成。1953年意大利化学工业公司Montecatini资助纳塔研究，希望扩展由卡尔·齐格勒发现的催化剂，用于合成等规聚合物，如一直很难合成的等规聚丙烯，从此他开始和卡尔·齐格勒合作，发展了齐格勒-纳塔催化剂。1956年纳塔被诊断出患有帕金森氏症。1963年纳塔与卡尔·齐格勒共获诺贝尔化学奖，由于他的病情，他不得不由助手辅助发表自己的获奖感言。1979年5月2日纳塔在贝尔加莫去世。

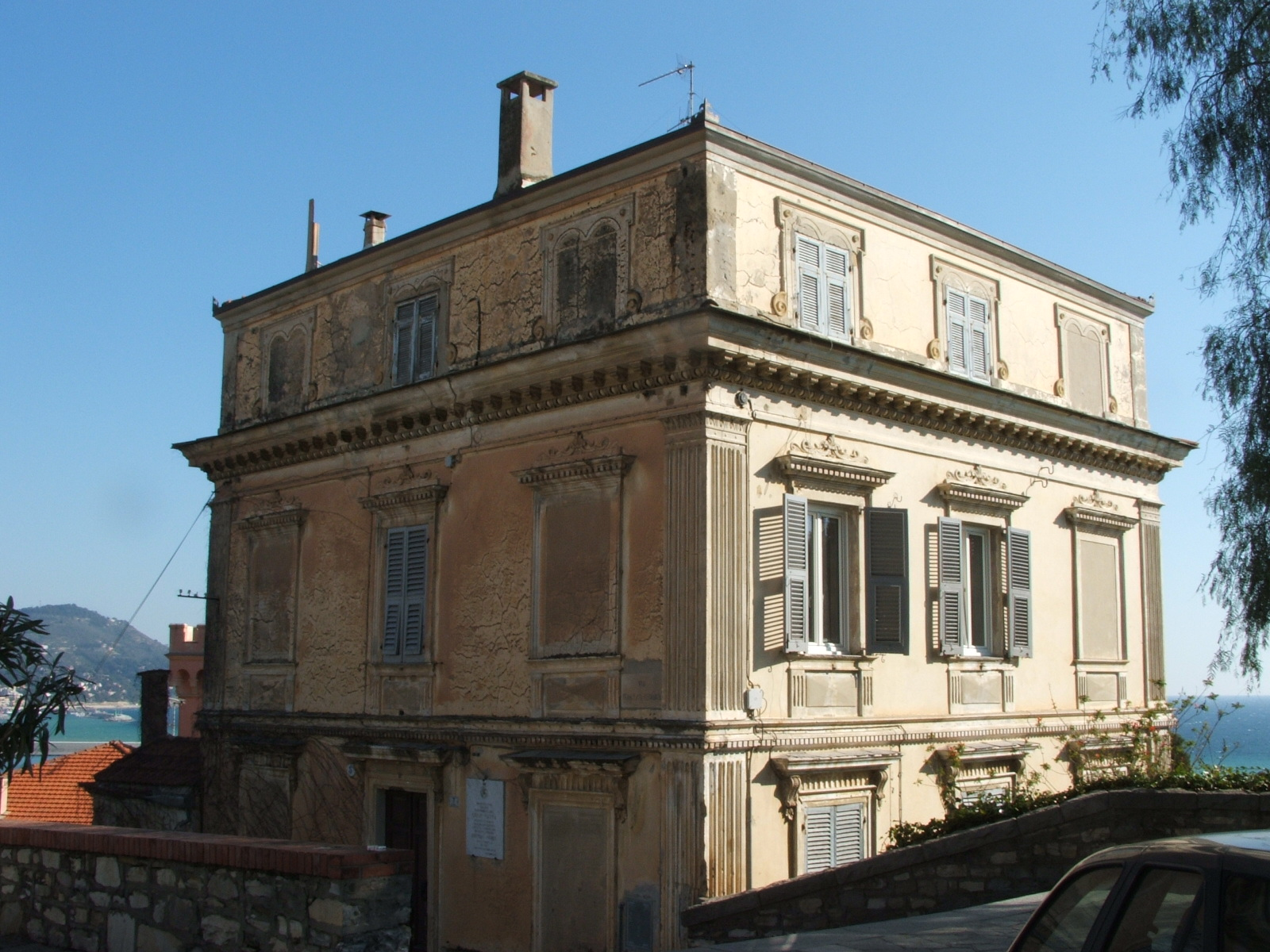
纳塔的出生地